# نوكيا 500
نوكيا 500 (بالإنجليزية: Nokia 500)‏ هو هاتف ذكي من نوكيا يعمل بنظام سيمبيان، تم طرحه في الأسواق في 1 أغسطس 2011.

## الخصائص
- نظام التشغيل: سيمبيان
- الكاميرا الخلفية: 5 ميجابكسل
- الشاشة: إل سي دي
- الوزن: 93 غ (3.3 أونصة)
- المعالج: 1.0 جيجا هرتز
- التخزين: 2 جيجابايت